# Механохимия
Механохи́мия — раздел химии, изучающий изменение свойств веществ и их смесей, а также физико-химические превращения при механических воздействиях (в мельницах, дезинтеграторах, на вальцах, экструдерах), при деформировании, трении, ударном сжатии.
Впервые термин был употреблён в «Учебнике общей химии», изданном в 1885—1887 годах профессором Рижского политехнического училища Вильгельмом Оствальдом. Среди родоначальников механохимии фигурируют американец Мэтью Керри-Ли и англичанин Майкл Фарадей. В России одной из первых работ стала публикация Флавиана Флавицкого в «Журнале Русского физико-химического общества» в 1902 году. Особый интерес к направление получило после того, как в 1954 году был осуществлён первый синтез алмазов по взрывной технологии.
Эффекты механохимического воздействия связаны с тем, что пластическая деформация твёрдого тела обычно приводит не только к изменению формы, но и к накоплению в нём дефектов, изменяющих физико-химические свойства, в том числе реакционную способность. Накопление дефектов используют в химии для ускорения реакций с участием твёрдых веществ, снижения температуры процессов и других путей интенсификации химических реакций в твёрдой фазе.
Механохимическим методом производят деструкцию полимеров, синтез интерметаллидов и ферритов, получают аморфные сплавы, активируют порошковые материалы. Пример производства с помощью механохимического метода — синтез термоэлектрического материала дисилицида железа ({\displaystyle {\ce {FeSi_2}}}) в планарной шаровой мельнице. Такие устройства, как планетарные мельницы, за счёт центробежных перегрузок в десятки {\displaystyle g}, позволяют осуществлять механоактивацию и механическое легирование для широкого класса веществ и композитов.
Среди научных центров, специализирующихся на механохимии — Институт химии твёрдого тела и механохимии СО РАН (ИХТТМ, Новосибирск).